# San Javier (Máfil)

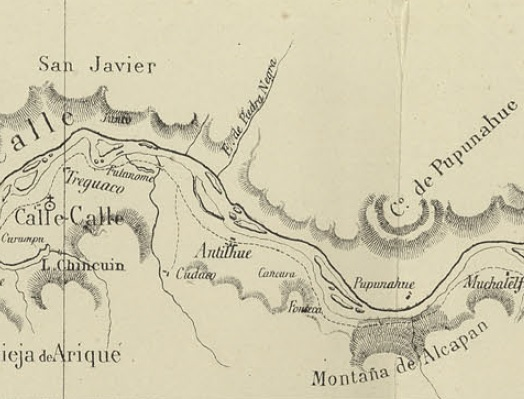
San Javier en el Mapa de la expedición de Francisco Vidal Gormaz en 1869

San Javier es un caserío de la comuna de Máfil, ubicada en la parte sur de la comuna, cerca de la ribera norte del río Calle Calle.

## Hidrología
San Javier se encuentra cerca de la ribera norte del río Calle Calle junto al estero las Raíces.

## Accesibilidad y transporte
San Javier se encuentra a 21,2 km de la ciudad de Máfil a través de la Ruta T-305 y T-327.